# Martineau River
Martineau River är ett vattendrag i Kanada.   Det ligger i provinserna Alberta och Saskatchewan, i den centrala delen av landet, 2 600 km väster om huvudstaden Ottawa.
Trakten runt Martineau River är nära nog obefolkad, med mindre än två invånare per kvadratkilometer.